# FV4202
FV4202 — британський дослідний середній танк, розроблений у 1955—1956 роках британською компанією Leyland Motors. Він був використаний для розробки різних концепцій, пізніше використаних в основному бойовому танку Chieftain.

## Історія створення
FV4202 був побудований компанією Leyland Motors як дослідницька машина для FVRDE для тестування концептуального компонування пропонованого основного бойового танка FV4201 Chieftain. Три танки були побудовані в період з 1955 по 1956 рік. Вага FV4202 складала 42 тонни. Один із танків зберігається в танковому музеї в Бовінгтоні, а інші використовувалися як навчальний зразок для відновлення в SEME Bordon.

## Опис конструкції
Дослідний зразок танка FV4202 був зібраний з деталей середнього танка Centurion, таких як: підвіски, розрядники димових гранат, озброєння, люки, купол, приціли та привід башти. Для танка було збудовано безмаскову литу башту з внутрішньою маскою.
Маючи коротший корпус, ніж у Centurion, FV4202 мав тільки п'ять опорних котків з кожного боку. FV4202 також був нижчим, ніж Centurion, через використання дорожніх котків діаметром 28 дюймів (31 дюйм у Центуріона). Гусениці були вужчим варіантом тих, що використовувалися на ранніх модифікаціях танка Centurion.
FV4202 приводився в дію восьмициліндровим бензиновим двигуном Rolls-Royce Meteorite V8, який, по суті, становив дві третини від дванадцятициліндрового Rolls-Royce Meteor V12. Двигун Meteorite має об'єм 18,01 літра (1099 кубічних дюймів) та видає 520 к.с(393 кВт) при 2700 оборотах за хвилину. Двигун був з'єднаний із коробкою передач Merritt-Brown V52, спочатку розробленою для середнього крейсерського танка Vickers Mk. I.

## В масовій культурі

### У іграх
Танк FV4202 представлений у британській гілці дослідження у грі World of Tanks як преміальний середній танк VIII рівня.
Танк FV4202 представлений у британській гілці дослідження у грі World of Tanks Blitz як середній танк X рівня.
Також FV4202 представлений в ММО грі War Thunder як середній танк IV рангу в галузі дослідження Великобританії, доданий в оновленні 1.63 «Мисливці пустелі».